# Донели (Минесота)
Донели (енгл. Donnelly) град је у америчкој савезној држави Минесота.

## Демографија
По попису из 2010. године број становника је 241, што је 13 (-5,1%) становника мање него 2000. године.
| Група             | 2000.       | 2010.        |
| Белци             | 249 (98,0%) | 241 (100,0%) |
| Афроамериканци    | 0 (0,0%)    | 0 (0,0%)     |
| Азијати           | 0 (0,0%)    | 0 (0,0%)     |
| Хиспаноамериканци | 3 (1,2%)    | 0 (0,0%)     |
| Укупно            | 254         | 241          |